# Gerhard Sessler
Gerhard Martin Sessler (* 15 de febrero de 1931 en Rosenfeld, Baden-Württemberg, Alemania) es catedrático de electroacústica en la Universidad de Darmstadt, así como inventor del micrófono electret y del micrófono de silicio.

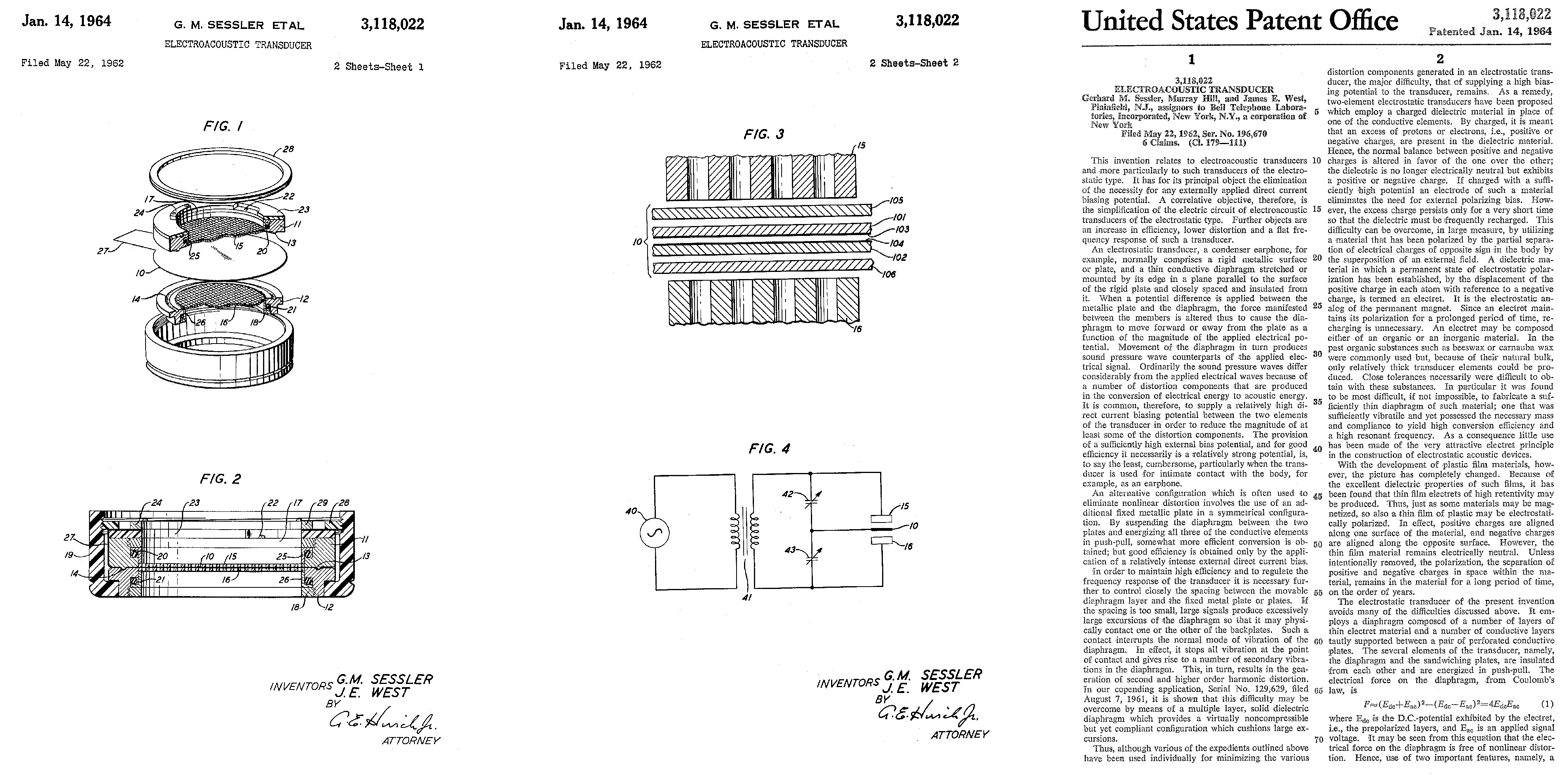
Primera patente del micrófono electret por G. M. Sessler et al. (págs. 1 a 3).

G. Sessler estudió Física en Friburgo, Múnich y Gotinga, donde obtuvo su diploma en 1957 y se doctoró en 1959. Poco tiempo después de su doctorado se marchó a EE. UU. y se dedicó a la investigación trabajando para los Laboratorios Bell, donde fue director del Departamento de Investigaciones Acústicas entre 1967 y 1975. En 1962 inventó junto con J.E. West el Micrófono de Condensador Electret (o simplemente micrófono electret), del cual se publicó en 1964 la patente. El micrófono electret constituye hoy en día el 90% del total de micrófonos producidos y se encuentran por ejemplo en teléfonos móviles o videocámaras.
G. Sessler es desde 1975 catedrático de Electrotécnica en la Universidad de Darmstadt, Alemania. En los años 80 desarrolló allí junto con su grupo de investigación el Micrófono de Silicio.

## Premios
- Trofeo George R. Stibitz, AT&T, 1993
- Medalla Helmholtz de la DEGA, Sociedad Alemana para la Acústica, 1993
- Medalla de Plata Helmholtz-Rayleigh de la Sociedad Americana para la Acústica, 1997
- Ingreso en el National Inventors Hall of Fame de EE. UU., 1999
- Premio de la Fundación Eduard-Rhein en la categoría de Tecnología, 2007
- Medalla de oro de la Sociedad Americana para la Acústica, 2015